# AIM-9 사이드와인더

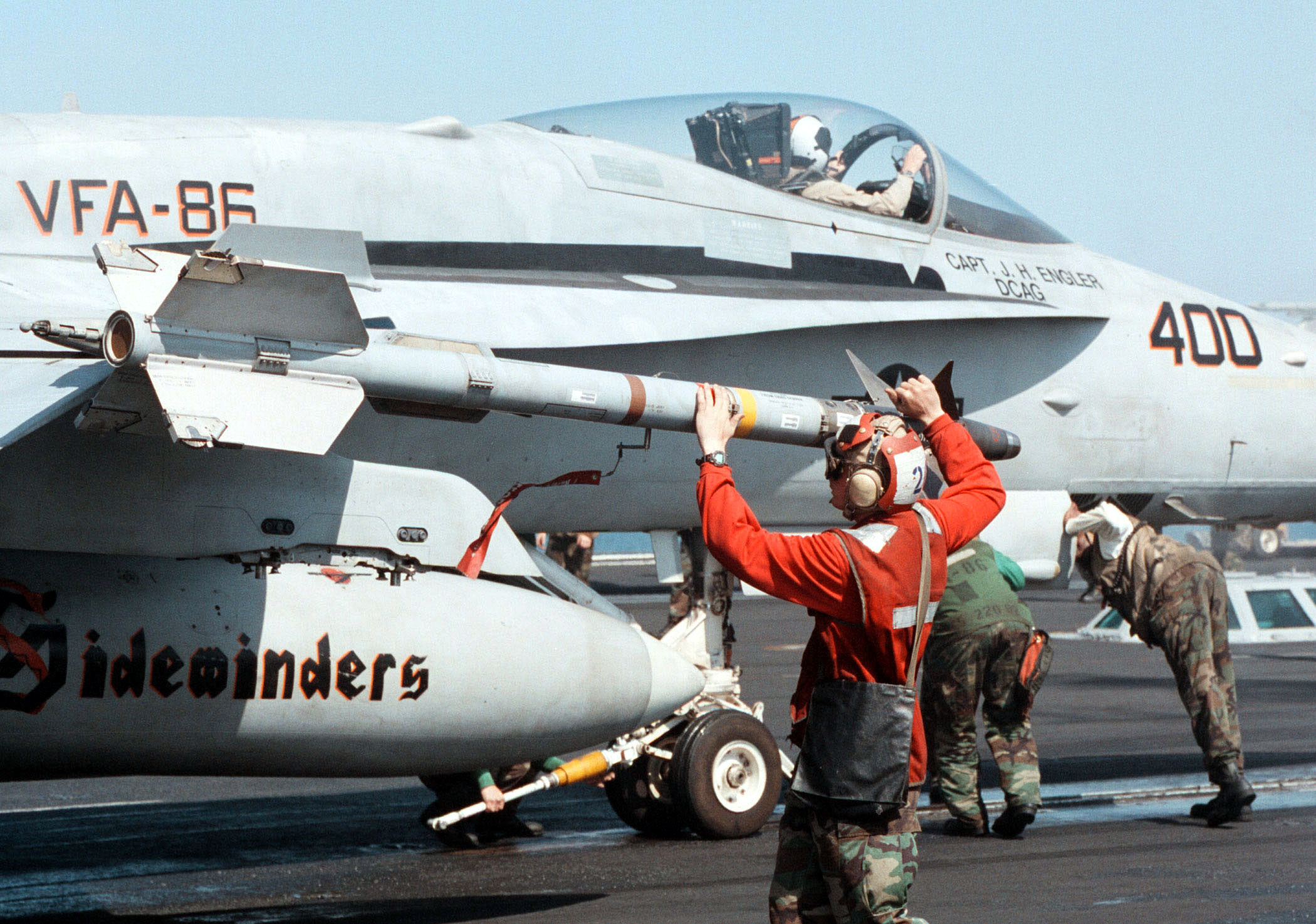
미국 해군 F/A-18 호넷에 장착된 사이드와인더

AIM-9 사이드와인더(영어: AIM-9 Sidewinder)는 미국에서 개발된 대표적인 단거리 공대공 미사일이다.
미국제 전투기는 대부분 기본 무장으로 탑재할 수 있고, 대개 주익 끝 파일런에 장착한다. 유도 방식은 적외선 유도 방식이다.
1950년대에 처음으로 등장하여 대만해협 항공전에서 처음으로 사용되어 위력을 실증했으며, 구 소련도 중공을 통해 이 미사일을 입수한 후 AA-2 아톨을 개발한 것으로 알려졌다.
AIM-9중 가장 최근에 나온 버전은 AIM-9X으로, 탐색기와 제어방식이 크게 개선되었으며 수퍼 사이드와인더라고도 부른다. AIM-9X 이전 버전에는 없는 추력편향을 사용한다. 추력편향 단거리 공대공 미사일에는 러시아 AA-11 아처, 독일 IRIS-T가 있다.
베트남 전쟁 중에는 AIM-9를 M113 장갑차에 탑재하여 지대공 미사일로 개조한 채퍼랠도 개발된 바 있다.

## AIM-9의 기본특성
AIM-9는 현재 미국에서 거의 표준적으로 사용하고 있는 단거리 공대공 미사일이다. 외형적 특징은 기수부분에는 탐색기가 달려있고, 그 뒤에 방향제어를 위한 가동형 카나드가 있으며 꼬리 부분에는 방향안정을 위한 고정형 꼬리날개가 있다. 다만 AIM-9X의 경우에는 카나드가 고정형이고 꼬리부분이 가동형이다. 탄두는 미사일 중앙 부근에 있으며 충격 및 근접신관으로 작동한다.

## IRIS-T

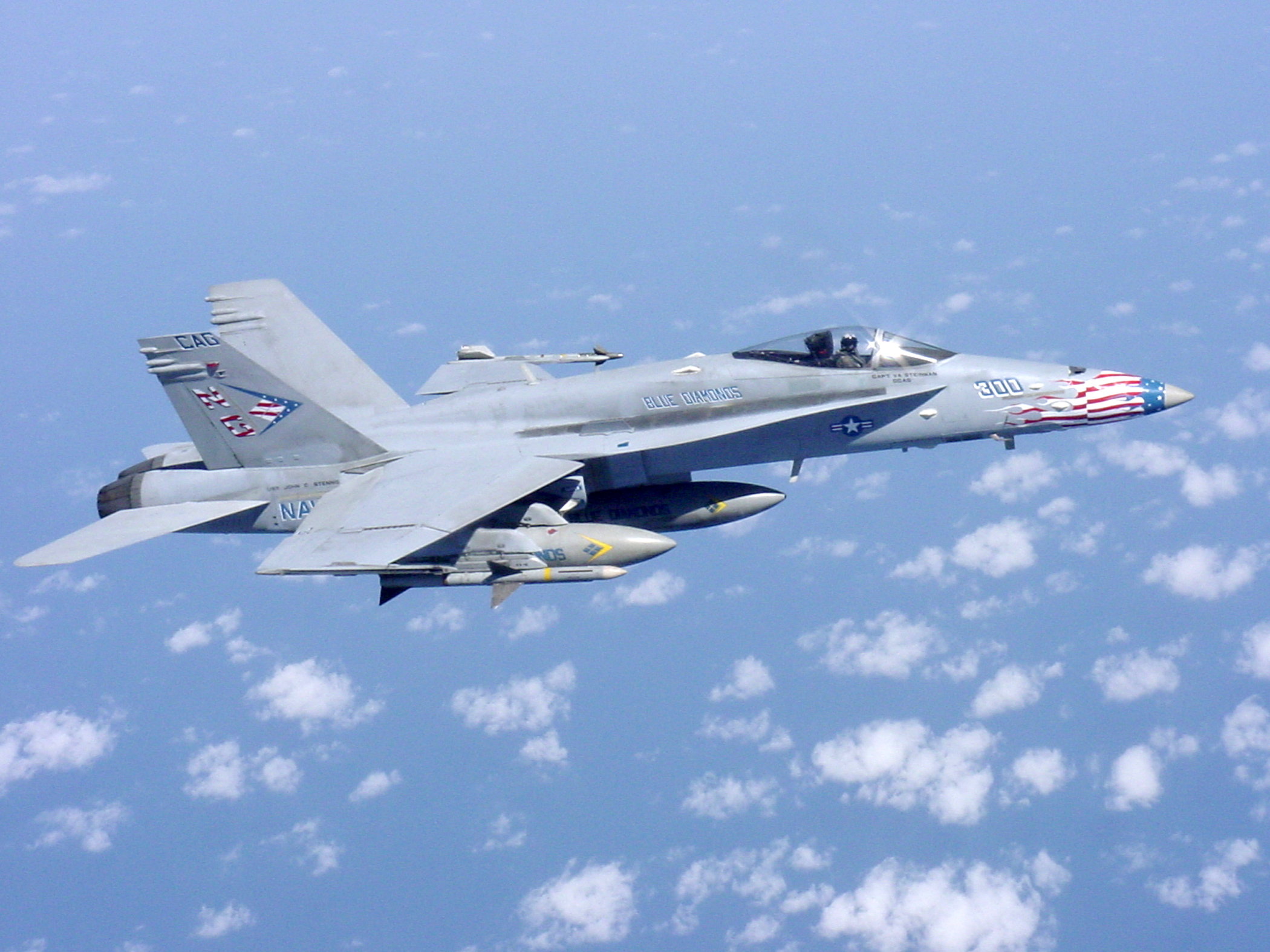
FA-18에 부착된 사이드와인더

1980년대에 나토는 미국과 양해각서를 교환했다. 미국은 중거리 공대공 미사일을 개발하고, 영국과 독일은 단거리 공대공 미사일을 개발하여 사이드와인더 미사일을 대체한다는 것이었다. 이에 따라 미국은 암람 중거리 공대공 미사일을 개발했으며, 독일과 영국은 ASRAAM 단거리 공대공 미사일을 개발했다.
1990년에 독일이 통일되었다. 통일독일은 동독의 미그-29 전투기에 장착되어 있던 AA-11 아처 단거리 공대공 미사일을 대량으로 보유하게 되었다. 성능을 시험해 보니, 알려진 것보다 훨씬 뛰어났다. 특히, 사이드와인더 보다 훨씬 기동성이 좋으며, 시커의 추적 능력이 뛰어났다.
이러한 결과로, 독일은 영국이 책임이 있는 아스람의 외형 설계에 대해 불만을 제기했다. 특히 추력편향(thrust vectoring)은 근접전의 고도의 기동에서 매우 필요한 것이었는데, 아스람에는 없었고 아처에는 이 기능이 있었다. 그러나 영국과 독일은 합의에 이르지 못했고, 결국 1990년에, 영국은 다른 시커와 아스람 개량형 개발을 모색하고 있는 도중에, 독일은 아스람에서 철수한다.
1990년대 후반에, 미국도 사이드와인더에 대해 비슷한 문제제기를 하였으며, 더욱더 고기동성을 확보할 것을 요구했다. 또한 적외선 기만기에 대한 대응능력도 높일 것을 요구했다. 이 프로그램을 AIM-9X라고 한다.

## 공대지 미사일

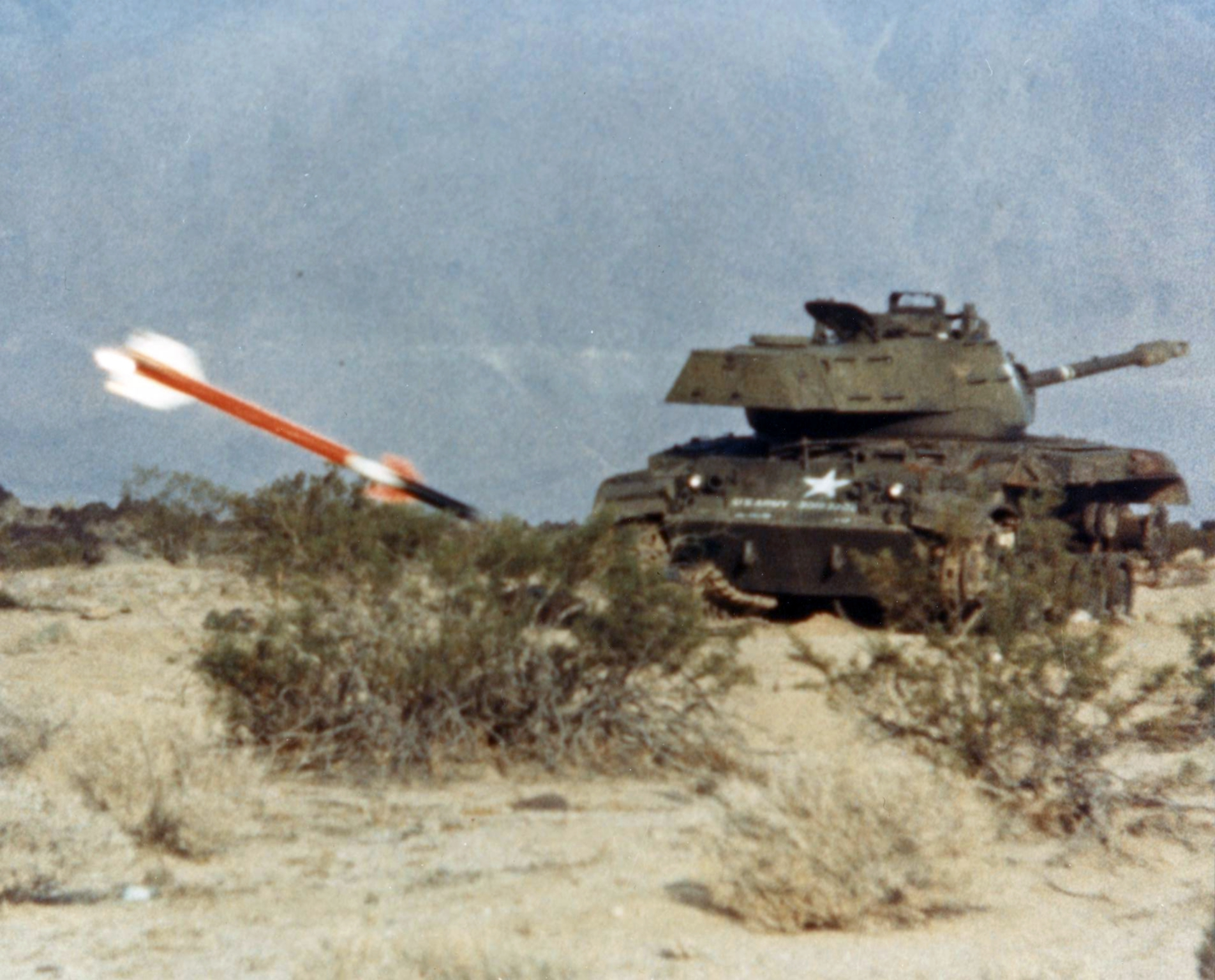
1971년 미국 해군의 HH-1 휴이 헬리콥터에서 발사된 AIM-9L이 M41 워커 불독 경전차를 공격하고 있다.

미국 공군은 AIM-9X를 이용해 공대지 미사일 발사실험을 했다. 최초의 시험발사는 2007년 3월에 있었다. 2010년 5월까지 모두 6회의 발사가 있었으며, 66%의 명중률을 보였다. 4발은 지상 이동 목표물에 명중했다. 1발은 다른 이동 목표물에 맞았다. 1발은 락온된 목표물의 추적에 실패했다. 레이시온은 소프트웨어의 개량만 하면 되는 것으로서, 매우 알맞은 비용으로 구매할 수 있을 것이라고 말한다.
사이드와인더는 무게 90 kg에 탄두중량 9 kg인 미사일로서, 세계적인 대전차 미사일인 AGM-114 헬파이어의 무게 45 kg 탄두중량 9 kg에 비해 2배 무겁다. 헬파이어 보다 훨씬 작은 이스라엘의 LAHAT은 무게 13 kg 탄두중량 4.5 kg인데도 불구하고 유효사거리 8 km에 800 mm 장갑을 뚫는다.
무게 90 kg 탄두중량 9 kg인 레이시온 사이드와인더와 무게 300 kg 탄두중량 135 kg인 레이시온 메버릭은 모두 적외선 카메라 시커를 장착했다. 사이드와인더(8천만원)는 메버릭(1억6천만원)의 절반가격이다.
사이더와인더(91 kg)와 동일한 무게인 대전차 미사일로는 이스라엘의 님로드 미사일(96 kg)이 있다. 유효사거리 50 km인 대전차 미사일이다.

## 미사일 방어
RIM-116 램 또는 아이언 돔이 사이드와인더와 유사한 미사일을 사용한다.

## 제원 (AIM-9L)
- 길이: 2.85 m (9피트 4.2인치)
- 날개길이: 630 mm (24.8인치)
- 직경: 127 mm (5 in)
- 발사 중량: 91 kg (190 lb)
- 속도: 마하 2.5
- 사정거리: 1–18 km (0.62-11.3 mi)
- 유도 방식: 적외선 유도 방식
- 탄두: 9.4 kg (20.8 lb) annular blast-fragmentation
- 생산: 레이시온; 포드에어로스페이스; 로랄
- 제품 단가: 84,000달러 / 1발 (미국)

## 사용국가
미국, 대한민국 등 미국에서 개발한 전투기 대부분이 이것을 사용한다고 한다.
대한민국 공군의 전투기는 F-4 팬텀II와 F-5E/F 제공호(혹은 타이거II)는 AIM-9P-3이나 AIM-9P-4를 장착하며 F-16C/D block32, KF-16, F-15K, FA-50은 AIM-9L이나 AIM-9M을 현재는 사용하고 있고 F-35와 F-15K는 AIM-9X를 사용할 수 있으며 추후 F-16에도 전자장비를 개량하면서 AIM-9X를 사용할 예정이다.

## 사진

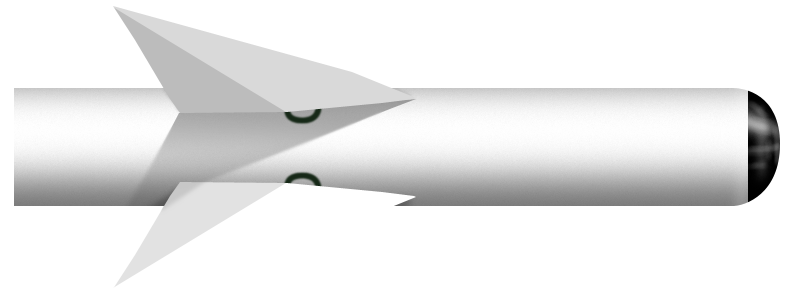
AIM-9B
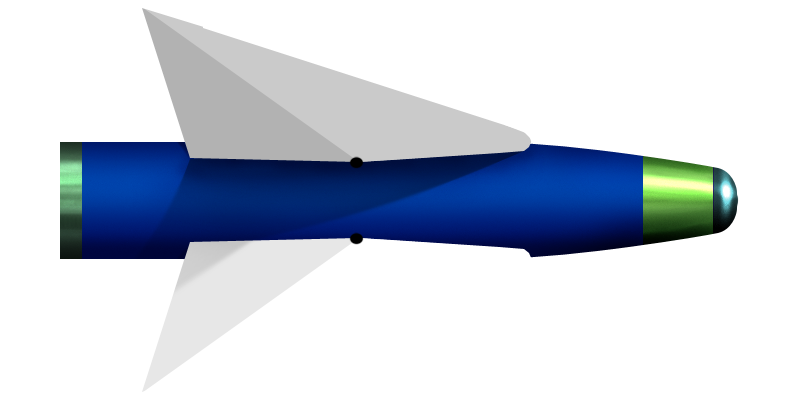
AIM-9D
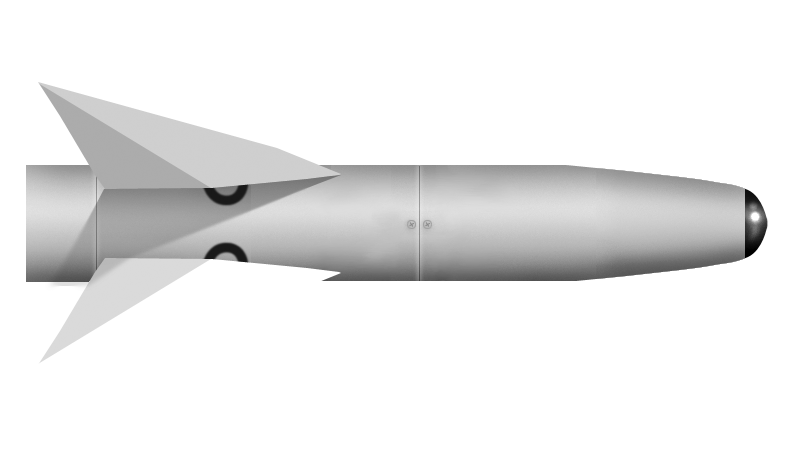
AIM-9E
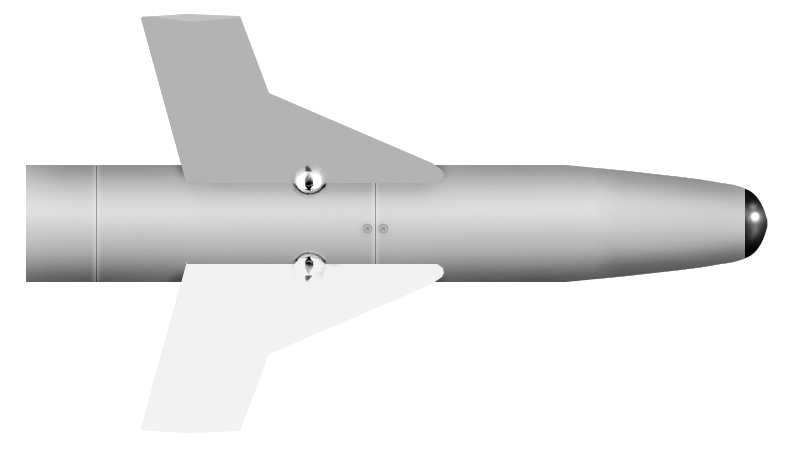
AIM-9J
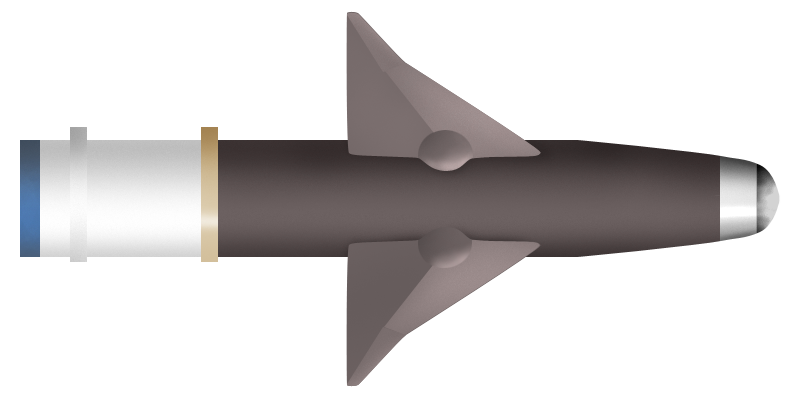
AIM-9M
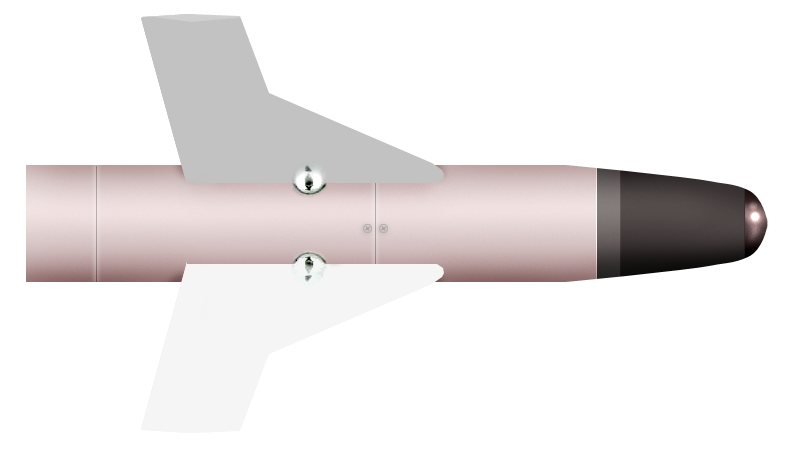
AIM-9P
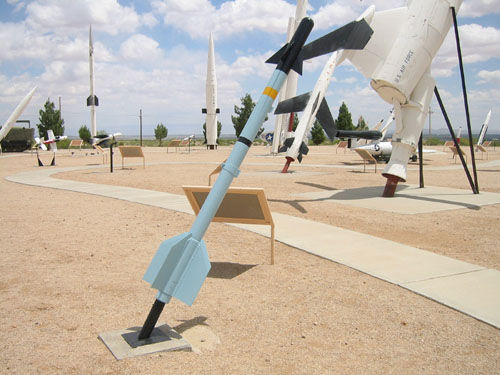
사이드와인더 모형
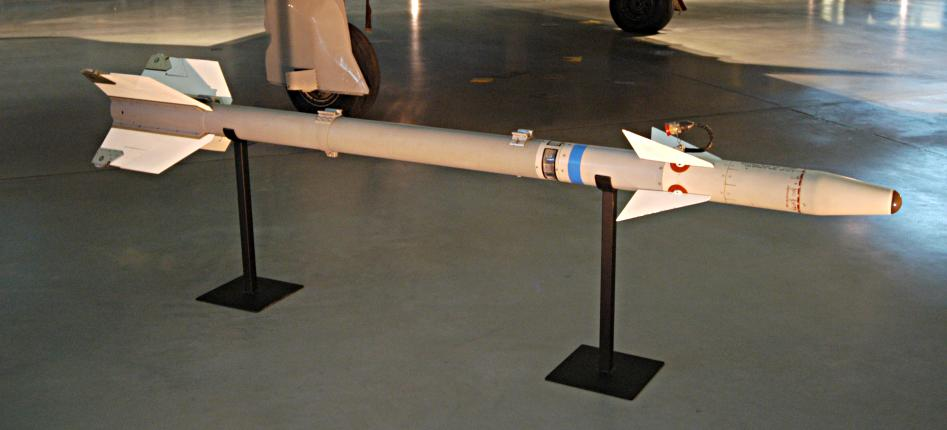
사이드와인더 모형

## 같이 보기
- 채퍼랠: AIM-9를 이용한 지대공 미사일
- 파이톤 5 미사일 이스라엘산 사이드와인더. 상당히 뛰어난 기능.
- 마트라 R550 매직 프랑스산 사이드와인더
- ASRAAM 영국산 사이드와인더
- 빔펠 K-13 러시아산 사이드와인더
- MBDA MICA
- IRIS-T
- AGM-122 사이드암
- AIM-7 스패로우
- AIM-54 피닉스
- 미사일 목록 (이름) / 미사일 목록 (용도)